# Capsella
Capsella este un gen de plante erbacee bienale din familia Brassicaceae. Este înrudit cu genurile Arabidopsis, Neslia și Halimolobos.
Unii autori afirmă faptul că genul Capsella conține doar trei specii: Capsella bursa-pastoris, Capsella rubella și Capsella grandiflora.
Capsella rubella este o specie auto-fertilizatoare care a devenit auto-compatibilă cu 50.000–100.000 de ani în urmă. În general, trecerea spre auto-fertilizare este printre cele mai frecvente tranziții observate la plantele cu flori. Capsella rubella este studiată ca un model pentru înțelegerea evoluției auto-fertilizării.

## Specii
- Capsella abscissa
- Capsella andreana
- Capsella australis
- Capsella austriaca
- Capsella bursa-pastoris (traista-ciobanului)
- Capsella divaricata
- Capsella draboides
- Capsella gracilis
- Capsella grandiflora
- Capsella humistrata
- Capsella hybrida
- Capsella hyrcana
- Capsella integrifolia
- Capsella lycia
- Capsella mexicana (sin. Bursa mexicana)
- Capsella orientalis
- Capsella pillosula
- Capsella pubens
- Capsella puberula
- Capsella rubella
- Capsella schaffneri (sin. Asta schaffneri)
- Capsella stellata
- Capsella tasmanica
- Capsella thomsoni
- Capsella thracica
- Capsella viguieri
- Capsella villosula